# داروی طراحی شده
داروی طراحی شده یا دیزاینر دراگ (به انگلیسی: Designer drug) آنالوگ ساختاری یا عملکردی از یک ماده دارویی کنترل‌شده‌است که برای تقلید از اثرات دارویی داروی اصلی طراحی شده‌است و معمولا مورد سو مصرف قرار می‌گیرد. برخی از این ترکیبات در ابتدا توسط محققان دانشگاهی یا صنعتی در تلاش برای کشف مشتقات قوی تر با عوارض جانبی کمتر سنتز شدند، اما بعداً برای مصرف تفریحی انتخاب شدند. داروهای طراحی شده دیگر برای اولین بار در آزمایشگاه‌های مخفی تهیه شدند. از آنجایی که اثربخشی و ایمنی این مواد در آزمایشات حیوانی و انسانی به طور کامل ارزیابی نشده‌است، استفاده از برخی از این داروها ممکن است منجر به عوارض جانبی غیرمنتظره شود. ترکیبات روانگردان از جمله شناخته شده‌ترین ترکیبات در گروه هستند.